# A Tango Tragedy
Pour plus de détails, voir Fiche technique et Distribution.
A Tango Tragedy est un film muet américain réalisé par Arthur Hotaling et sorti en 1914.

## Fiche technique
- Titre : A Tango Tragedy
- Réalisation : Arthur Hotaling
- Scénario : E. W. Sargent
- Production : Siegmund Lubin pour Lubin Manufacturing Company
- Distribution : General Film Company
- Genre : Comédie
- Dates de sortie :
  -  États-Unis : 30 mai 1914

## Distribution
- Billy Bowers : Pat Muldune
- Frances Ne Moyer : Nora Muldune
- James Hodges : Dick Kelly
- Raymond McKee : Bill Ryan
- Julia Calhoun : la veuve
- Oliver Hardy